# Stenocercus bolivarensis
Stenocercus bolivarensis — вид ігуаноподібних ящірок родини Tropiduridae. Ендемік Колумбії.

## Поширення і екологія
Stenocercus bolivarensis відомі з кількох місцевостей, розташованих в Колумбійських Андах в департаментах Каука, Нариньйо і Путумайо. Вони живуть у вологих тропічних лісах, на висоті від 2900 до 3250 м над рівнем моря.